# Рубен Каманга
Рубен Читандіка Каманга (англ. Reuben Chitandika Kamanga; 26 серпня 1929, Читандіка, район Чипата, Північна Родезія — 20 вересня 1996, Лусака, Замбія) — політичний і державний діяч Замбії, 1-й віце-президент Замбії (24 жовтня 1964 — жовтень 1967)

## Біографія
Син вождя племені Читандіка. Здобув освіту в місіонерських школах, потім у середній школі в Лусаці. Почав трудову кар'єру з роботи клерком, пізніше в урядовій установі в адміністрації провінції, потім пробував свої сили в бізнесі. Пізніше, на профспілковий роботі, зайнявся політикою в організації Африканського національного конгресу.
З кінця 1950-х років брав участь у боротьбі за незалежність Замбії від британського панування, кілька разів заарештовувався і був поміщений у в'язницю. У 1958 році Каманга вступив в Об'єднану партію національної незалежності (UNIP), створену в тому ж році на базі забороненого британською колоніальною владою Африканського національного конгресу Замбії.
З 1960 по 1962 рік, ховаючись від репресій влади, змушений був жити в Каїрі, як представник Об'єднаної партії національної незалежності. У вересні 1961 року підписав меморандум на конференції неприєднаних країн у Белграді (СФРЮ). Повернувся в країну в 1962 році, ставши депутатом Національної Асамблеї Замбії.
До здобуття Замбією незалежності був заступником президента Об'єднаної партії національної незалежності.
Після здобуття незалежності 24 жовтня 1964 Каманга був призначений міністром транспорту і комунікацій, потім першим віце-президентом Замбії при президенті Кеннеті Каунді. В якості першого віце-президента країни працював три роки, після відходу з посади працював у Кабінеті міністрів, в 1967 році призначений міністром закордонних справ Замбії, потім став міністром сільськогосподарського розвитку (1969), також працював у Міністерстві сільського господарства країни. У 1983 році Каманга призначений до Центрального комітету з розвитку сільських районів. До виходу на пенсію в 1990 році був членом Центрального комітету з правових і політичних питань.